# Hautes Terres de Madagascar
Les Hautes Terres de Madagascar, appelées aussi Hautes Terres du Centre ou anciennement Hauts-Plateaux, sont une région montagneuse située dans le centre de Madagascar.

## Géographie

### Situation

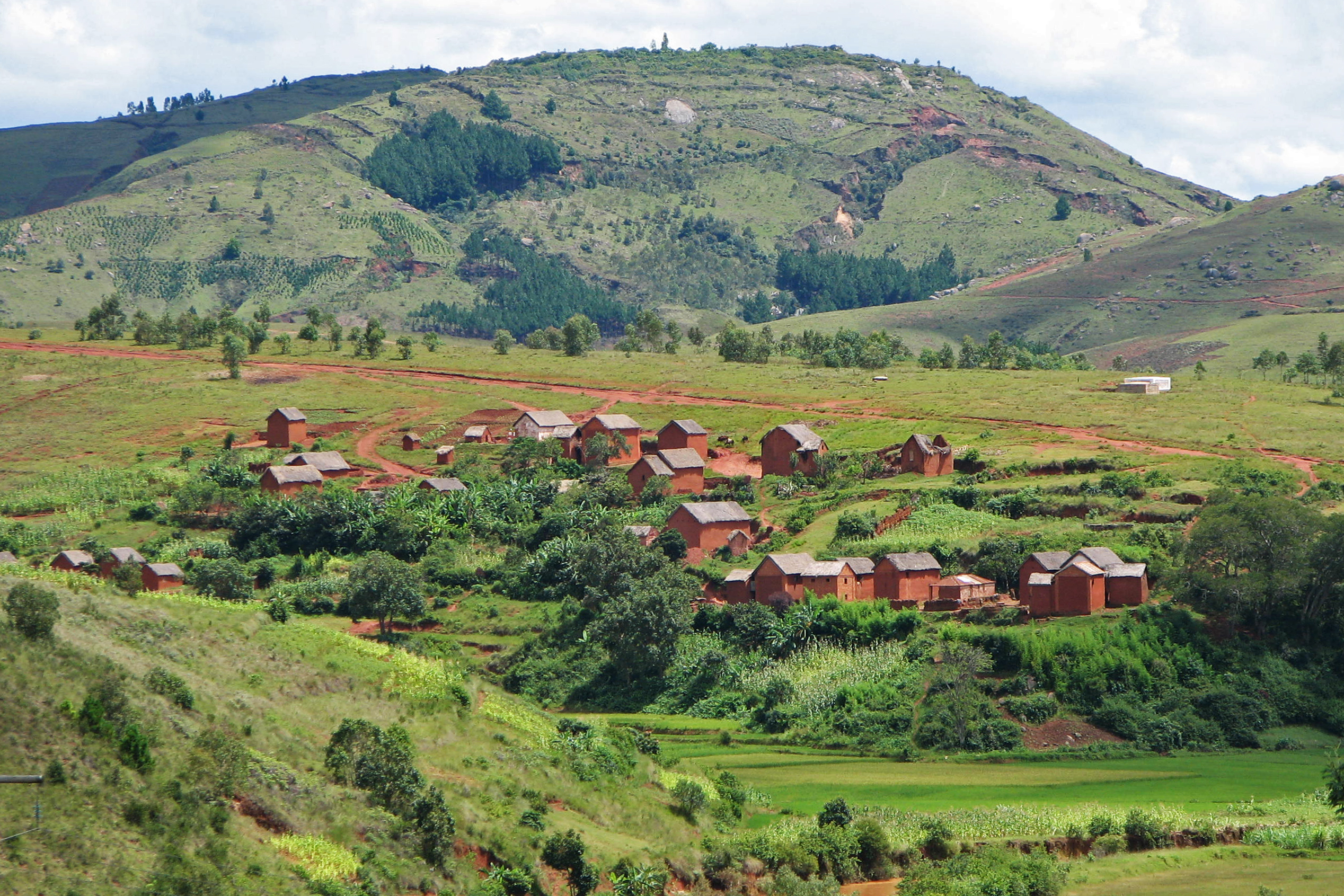
Village dans les Hautes Terres de Madagascar.

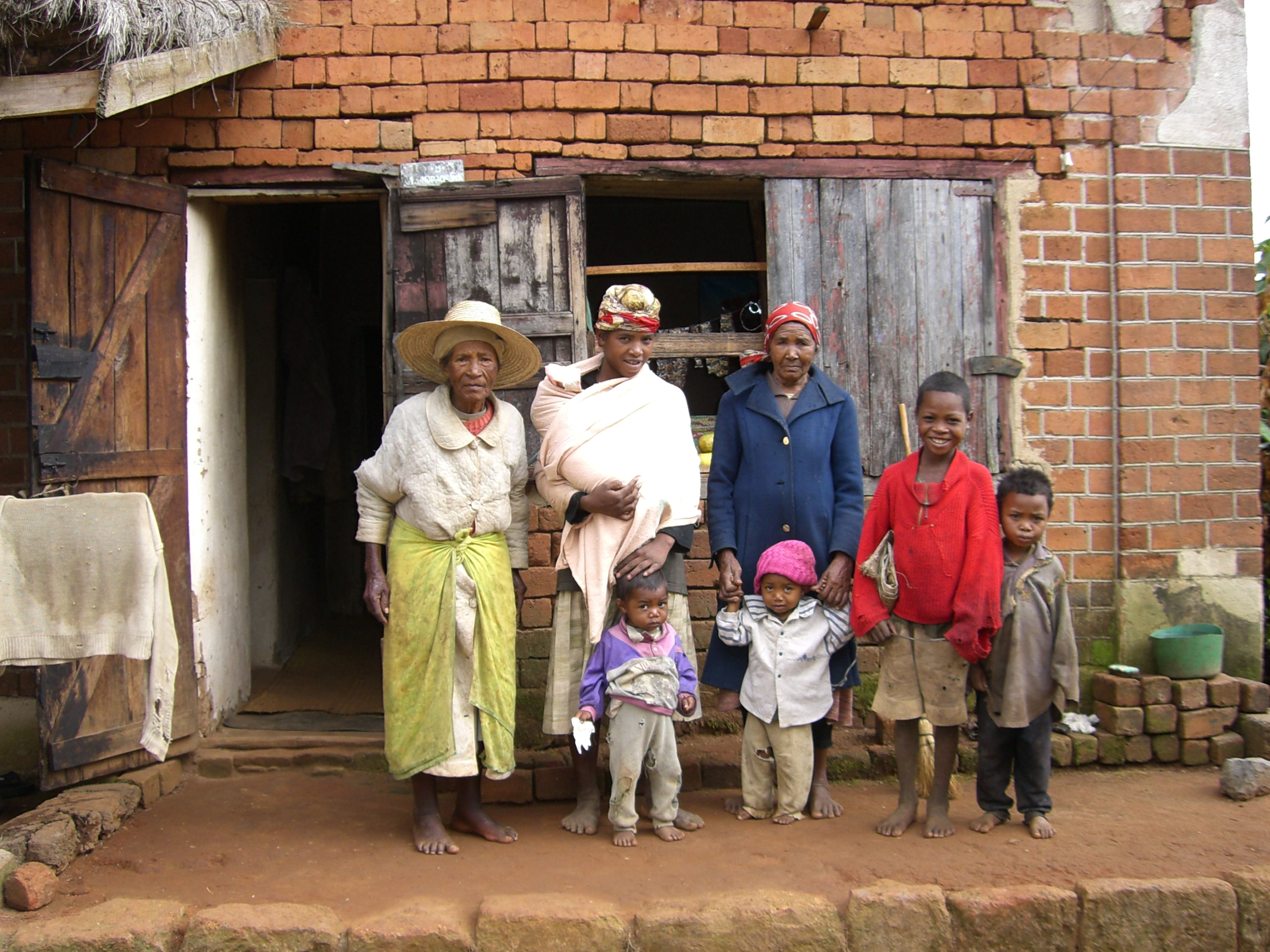
Maison en brique en milieu urbain.

Les Hautes Terres centrales sont l'une des régions naturelles de Madagascar. Elle correspond à la partie orientale des hautes terres de l'île et s'inscrit dans les régions administratives de l'Analamanga, de l'Itasy, du Bongolava, du Vakinankaratra, de l'Amoron'i Mania et de la Haute Matsiatra.
Elles comprennent la partie centrale de l'île située au-dessus de 800 m d'altitude.  Elles sont séparées des Hautes Terres du Nord par une vallée peu profonde, le seuil de Mandritsara ou de l'Androna, qui a apparemment agi comme un obstacle à la dispersion des espèces dans les deux régions montagneuses.
Les Hautes Terres centrales présentent une concentration élevée de la population de Madagascar avec 45 % de la population pour 20,8 % de la superficie de l'île.

### Faune
Cette particularité biogéographique a conduit à des paires d'espèces telles que Voalavo gymnocaudus et Voalavo antsahabensis dans le Nord et le Centre de l'île. Les espèces animales endémiques à cette région sont les chauves-souris Miniopterus manavi et Miniopterus sororculus, les rongeurs Brachyuromys betsileoensis et Monticolomys koopmani, les tenrecs Hemicentetes nigriceps et Oryzorictes tetradactylus et le lémurien Cheirogaleus sibreei.
En raison de l'habitat continu de la région, il y a peu d'endémisme local, à la différence des plateaux du Nord.